# Also sprach Zarathustra (album)
Also sprach Zarathustra je album z glasbeno podlago skupine Laibach. Izšel je 14. julija 2017 pri založbi Mute Records. Posnet je bil za glasbeno-filozofsko gledališko predstavo režiserja Matjaža Bergerja Tako je govoril Zaratustra (napisana po knjižni predlogi Friedricha Nietzscheja), ki je bila premierno odigrana marca 2016 v Anton Podbevšek teatru. Z albuma je izšel singl "Vor Sonnen-Aufgang" ("Pred sončnim vzhodom").
V dramski uprizoritvi Tako je govoril Zarathustra so se Matjaž Berger in soustvarjalci odločili, da bodo hodili po črti, ki po Nietzscheju razmejuje žival, človeka in nadčloveka. S tem so preslikali intimno pot človekove notranje preobrazbe. Zarathustra, ki najde v krščanski zapovedi ljubiti svojega bližnjega nov pomen, je po Nietzscheju nekdo, ki uči ljudi in jih stalno spodbuja, naj presegajo same sebe in iščejo voljo, kjer mora biti najdena in prepoznana moč.

## Kritični odziv
Album je bil med kritiki dobro sprejet. Na spletni strani zbranih recenzij Metacritic ima album oceno 81 od 100 na podlagi 9 recenzij, kar pomeni "splošno priznanost". Za Mladino je Veljko Njegovan album ocenil s 5 zvezdicami in napisal: "[...] Laibach nesporno dokazuje, da je na simbolni ravni »razbil« marsikatero železno zaveso, kar navsezadnje počne že od začetka osemdesetih let."
Na Radiu Študent je bil album uvrščen na 8. mesto, na portalu 24ur.com pa na 2. mesto najboljših slovenskih albumov leta.

### Priznanja
| objava        | uvrstitev | seznam                        |
| ------------- | --------- | ----------------------------- |
| Radio Študent | 8.        | Naj domača tolpa bumov 2017   |
| 24ur.com      | 2.        | Top 20 domačih albumov (2017) |

## Seznam pesmi
Vse pesmi je napisal Matevž Kolenc.
| Št. | Naslov                       | Dolžina |
| --- | ---------------------------- | ------- |
| 1.  | „Vor Sonnen-untergang‟       | 2:08    |
| 2.  | „Ein Untergang‟              | 4:00    |
| 3.  | „Die Unschuld I‟             | 2:44    |
| 4.  | „Ein Verkündiger‟            | 4:38    |
| 5.  | „Von Gipfel zu Gipfel‟       | 5:10    |
| 6.  | „Das Glück‟                  | 4:32    |
| 7.  | „Das Nachtlied I‟            | 3:23    |
| 8.  | „Das Nachtlied II‟           | 3:39    |
| 9.  | „Die Unschuld II‟            | 3:45    |
| 10. | „Als Geist‟                  | 5:45    |
| 11. | „Vor Sonnen-aufgang‟         | 5:58    |
| 12. | „Von den drei Verwandlungen‟ | 7:28    |

## Osebje
Glasbeniki
- Laibach
- Jelena Ždrale – violina, viola
- Mina Špiler – spremljevalni vokal
- Simfonični orkester RTV Slovenija
- Simon Dvoršak – dirigent

Tehnično osebje
- Matej Gobec – mastering
- Barbara Čeferin – fotografija
- Miro Majcen – fotografija
- Matevž Kolenc – produkcija
- Matjaž Komel-Ludvik – oblikovanje